# Leucodon rutenbergii
Leucodon rutenbergii är en bladmossart som beskrevs av C. Müller in Geheeb 1881. Leucodon rutenbergii ingår i släktet Leucodon och familjen Leucodontaceae. Inga underarter finns listade i Catalogue of Life.